# Mordfall Breck Bednar
Der Mord am 14-jährigen Breck Bednar, der sich im Februar 2014 in England ereignete, zählt zu einem der am meisten bekannt gewordenen Fälle von Cyber-Grooming; der Fall wurde auch in deutschsprachigen Medien thematisiert. Auch wurde das Drama bisher zweimal verfilmt.

## Hintergrund

### Opfer
Breck David Lafave Bednar wurde am 17. März 1999 in Caterham, in der britischen Grafschaft Surrey, geboren. Er war das älteste Kind von Barry Bednar und dessen Frau Lorin Lafave, zwei gebürtigen US-Amerikanern, die 1996, drei Jahre vor Brecks Geburt, berufsbedingt von Texas nach England zogen. Barry Bednar verdiente seinen Lebensunterhalt als Ölhändler und Schifffahrtsberater und war kurzzeitig sogar Millionär. Lorin arbeitete als Lehrerin. Die Familie gehörte somit zur wohlhabenden Schicht. 1999 kam Breck zur Welt; seinen Namen bekam er, da sich seine Eltern in Breckenridge im US-Bundesstaat Colorado kennengelernt hatten. Ende 2000 brachte Lorin die Drillinge Chloe, Carly und Sebastian zur Welt, so dass Breck auf einmal drei jüngere Geschwister hatte. 
Breck besuchte die St Bede's School in Redhill, an der er zu den besten Schülern seines Jahrgangs zählte. Er verfolgte bereits als Kind große Ziele, da er als Erwachsener gerne den Beruf des Piloten ergreifen wollte. Um bereits als Jugendlicher erste Erfahrungen zu sammeln, wurde er Mitglied im Air Training Corps, einer militärischen Jugendorganisation, die mit dem britischen Verteidigungsministerium und der Royal Air Force eng zusammenarbeitete.
Im Jahr 2006, als Breck sieben Jahre alt war, trennten sich seine Eltern; er blieb danach zusammen mit seinen Geschwistern bei seiner Mutter in Caterham. Dennoch pflegte er weiterhin einen guten Kontakt zu seinem Vater und besuchte ihn übers Wochenende. Breck  wurde als hilfsbereiter Junge beschrieben, der mit seiner Mutter und seinen Geschwistern regelmäßig den katholischen Gottesdienst am Sonntag besuchte.
Die Freizeit verbrachte er jedoch wie viele Jugendliche am Computer, wo er mit Freunden Online-Spiele absolvierte.

### Anbahnung der Tat
Als Pubertierender verbrachte Breck viel Zeit am Computer, darunter auch beim Instant Messenger TeamSpeak, wo er auf andere Freunde aus der Schule und seinem Bekanntenkreis traf. Gemeinsam spielten sie bald Call of Duty oder auch Battlefield 3, also Ego-Shooter, obwohl sie erst 13 Jahre alt waren.
Anfang 2013 lernte die sechsköpfige Freundesgruppe online einen User namens EagleOneSix kennen, der sich den Freunden bald als Lewis Daynes vorstellte. Innerhalb kürzester Zeit waren Breck und Lewis gute Freunde, obwohl sie sich noch nie in der realen Welt gesehen hatten. Seiner Mutter Lorin war der neue Kontakt ihres Sohnes alles andere als recht, da Lewis begann, Geschichten über sein Leben zu erzählen. So behauptete Lewis, er sei Unternehmer, der ein millionenschweres Unternehmen begründet hatte. Er sprach davon, in  New York City zu leben und für die Regierung der Vereinigten Staaten zu arbeiten. In einem anderen Chat sprach er davon, in Dubai zu wohnen, wieder ein anderes Mal in Syrien.
Bald ignorierte Breck seine anderen Freunde in der Online-Gruppe und widmete seine Zeit ausschließlich Lewis. Es sollte nicht lange Zeit vergehen, bis Breck Lewis als Vorbild betrachtete und davon unentwegt mit seiner Mutter redete. Da Lewis meinte, der Gottesdienstbesuch sei nicht wichtig, ging Breck bald nicht mehr mit seiner Mutter und seinen Geschwistern in die Kirche. Breck verweigerte bald darauf Hausarbeiten, mit der Begründung, Lewis habe gemeint, wenn Breck das Chaos nicht verursacht habe, müsse er dieses auch nicht beseitigen. Bald stritten Breck und seine Mutter wegen Kleinigkeiten. Im Sommer 2013 zog er sich oft den ganzen Tag allein in seinem Zimmer zurück, war die meiste Zeit online und ignorierte seine Mutter. Da Lewis Breck versprochen habe, er könne ihm dank seiner Kontakte einen guten Job bei Microsoft verschaffen, brach Breck seine Teilnahme am Air Training Corps ab. Auch begann er, in weiterer Folge die Schule zu schwänzen.
Die Situation verschärfte sich zusehends, als Lorin von Breck erfuhr, Lewis habe Videos, in denen Menschen enthauptet würden, auch Breck gesendet, die dieser dann auch gesehen habe. Lorin verlor zusehends die Kontrolle über Breck. Die Frage, warum ein reicher Erwachsener Kontakt zu einem erst 14-jährigen suchte, konnte Breck nicht beantworten. Ihre Sorge war, dass Breck mit einem Pädophilen in Kontakt getreten war. Doch Breck meinte, Lewis hätte einen stressigen Tag gehabt und brauche jemanden zum Reden. Die Sorgen seiner Mutter nahm er nicht ernst.
Mittlerweile litt Brecks Sozialleben unter seinem Kontakt zu Lewis. Da Lewis manipulativ war, hatte er begonnen, Breck und seine Freunde geschickt auseinander zu dividieren. Da Lewis der Administrator der Gruppe war, konnte er die Teilnehmer bei Belieben stumm schalten oder aus der Online-Gruppe ausschließen. Als Brecks Freunde mit ihm darüber sprachen, stellte sich dieser loyal hinter Lewis. Obwohl Lorin bald eine Kindersicherung auf Brecks Server installierte und hoffte, so den Kontakt zu unterbinden, gelang es Lewis aus zu diesem Zeitpunkt noch unbekannten Gründen, die Kindersicherung zu umgehen. Der Kontakt zwischen Breck und Lewis blieb bestehen.
Am 17. Dezember 2013 rief Lorin bei der Polizeistation von Caterham an und schilderte einem Polizisten ihre Situation. Die Polizei beruhigte Lorin und versprach ihr, Lewis Daynes’ Online-Aktivitäten zu kontrollieren. Bei Bedenken würden sie beginnen, gegen Lewis zu ermitteln. Doch bereits eine Stunde nach Lorins Anruf wurden die Ermittlungen eingestellt, etwas, das sich als folgenschwerer Fehler herausstellen sollte.
Um die Weihnachtszeit 2013 organisierte Lorin ein Treffen mit Brecks Freunden aus der Online-Spielgruppe und deren Eltern. Breck war ebenfalls anwesend. Nachdem er die Bedenken seiner Mutter zum wiederholten Male gehört hatte, versprach er ihr, den Kontakt zu Lewis abzubrechen. Doch Breck berichtete Lewis vom Treffen. Bald darauf kommunizierten die beiden nur noch über das Handy. Nun wurde das Band zwischen den beiden noch enger, da sie miteinander kommunizieren konnten, selbst wenn Breck nicht am Rechner saß.
Anfang Februar 2014 befand sich Breck mit seiner Klasse auf Klassenfahrt in Spanien. Er lernte ein Mädchen kennen, in das er sich verliebte. Er postete ein gemeinsames Foto in einem Sozialen Netzwerk. Kurz darauf meldete sich Lewis bei Breck. Er forderte ihn auf, das Foto aus dem Internet zu nehmen: „Nimm das sofort runter. Sie sieht aus wie eine Hure!“ Breck tat, wie ihm aufgetragen wurde. Lewis wurde zusehends besitzergreifender. Eines Tages meinte er plötzlich, er wäre unheilbar erkrankt, und er wolle Breck sein millionenschweres Unternehmen übertragen. Er schlug ein gemeinsames Treffen vor, da Breck, obwohl er erst 14 Jahre alt war, die dafür notwendigen Dokumente unterschreiben sollte. Der Termin für das erste Treffen sollte der 16. Februar 2014 sein. Alle Details sandte er dem Jungen per E-Mail.  

### Mord
Jenes Wochenende sollte Breck wieder bei seinem Vater verbringen. Doch Breck meinte, er wolle bei einem Freund übernachten. Barry Bednar war froh, dass Breck wieder einen Freund im realen Leben hatte und gestattete Breck, zu seinem Freund zu gehen. Am nächsten Tag, dem 17. Februar, würde die Familie ohnehin zusammenkommen, da Lorin an diesem Tag ihren Geburtstag feiern würde. Am frühen Nachmittag des 16. Februar bestieg Breck ein Taxi, das ihm Lewis bezahlt hatte. Mit diesem fuhr er in die 47 Kilometer östlich von Caterham gelegene Stadt Grays in der Grafschaft Essex.
Die Frage, ob Breck beim Aussteigen aus dem Taxi auffiel, dass die Wohngegend überwiegend aus einfachen Arbeiterhäusern bestand, und in einer eher heruntergekommenen Gegend kein Mann von einem Format wie Lewis wohnen müsste, wird wohl nie beantwortet werden. Er ging zu einem einstöckigen Mehrfamilienhaus und klingelte an dem Türschild mit der Aufschrift Daynes.
In den frühen Morgenstunden des 17. Februar waren einige der Online-Freunde von Breck zufällig auf TeamSpeak. Plötzlich loggte sich EagleOneSix ein und postete ohne Vorwarnung die Bilder einer entstellten Jungenleiche. Es war schnell klar, dass auf den Fotos Breck zu sehen war. Die übrigen Teilnehmer der Gruppe schrieben darauf Brecks jüngere Geschwister an, erkundigten sich nach ihm und wollten wissen, ob er wirklich tot sei. Diese gingen verstört zu ihrer Mutter, die daraufhin die Polizei verständigte. Für alle Beteiligten überraschend war Lewis Daynes der Mutter von Breck zuvorgekommen. Lewis hatte sich kurz vor Lorin ebenfalls telefonisch bei der Polizei gemeldet.
- „My friend and I got an altercation. And I am the only one who came out alive!“ (Mein Freund und ich hatten eine Auseinandersetzung und ich bin der einzige, der da lebend rausgekommen ist!)

In seiner ersten Aussage meinte Lewis, ein Freund, der Suizid-Gedanken hatte, habe ihn besucht. Er wollte Breck davon abbringen, dabei sei es zum Streit gekommen. Lewis habe sich verteidigt, als er Breck getötet habe. „Ich ergriff das Messer und stach ihm in den Nacken, ich glaube in die Nähe des Hirnstamms. Ich weiß nicht mehr genau, was passiert ist, aber der Kampf endete damit, dass ich ihm die Kehle durchgeschnitten habe.“
Die Polizei fuhr zur Adresse von Lewis Daynes. Erst jetzt stellte sich heraus, dass es sich bei Lewis Daynes nicht um einen erfolgreichen Unternehmer mit Verbindungen in die USA und den Nahen Osten handelte, der über ein millionenschweres Bankkonto verfügte. Lewis Daynes war 18 Jahre alt, gelernter Informatiker und arbeitslos. The Daily Telegraph beschrieb ihn später als Babyface-Killer, da er mit seinen knapp 19 Jahren auf Fotos deutlich jünger wirkte und durchaus als 14- oder 13-jähriger durchgehen konnte. Er war ein Einzelkind, das nach der Scheidung seiner Eltern bei seiner Mutter und später bei seinen Großeltern aufwuchs. Er galt als Einzelgänger, der mit 16 Jahren bereits in seine eigene Einzimmerwohnung gezogen war, die seinen Großeltern gehörte.
Als die Polizei am Tatort eintraf, stellte sich schnell heraus, dass Lewis' Aussage, wonach es zu einem Streit gekommen war, gelogen war. Breck lag fast vollständig entkleidet, an Händen und Füßen mit Klebeband gefesselt, am Boden von Brecks Wohnung. In der Halsgegend hatte er mehrere Messerstiche. Auch wurde an Breck das Sperma von Lewis sichergestellt. Es konnte nicht mehr geklärt werden, ob die beiden freiwillig Sex hatten oder Lewis Breck sexuell missbrauchte. Die Kleidung, die Breck getragen hatte, als er bei Lewis eintraf, lag blutgetränkt in einem Müllbeutel. 
Im Waschbecken im Badezimmer seiner Wohnung hatte Lewis versucht, seinen Laptop und sein Mobiltelefon zu vernichten, in dem er die elektronischen Geräte unter Wasser setzte.

#### Urteil und weitere Folgen
Am 25. November 2014 begann der Prozess gegen Lewis Daynes. Er bekannte sich schuldig. Der Prozess dauerte rund zwei Monate. Am 12. Januar 2015 wurde er zu einer lebenslangen Freiheitsstrafe verurteilt. Nach englischem Recht bedeutet dies eine Mindesthaftstrafe von 25 Jahren.
Die zuständige Staatsanwältin Jenny Hopkins meinte in ihrem Plädoyer: „Wir sind davon ausgegangen, dass Lewis Daynes, obwohl er erst 18 Jahre alt war, als er den Mord an Breck beging, eine kontrollierende und manipulative Person war, die dieses Verbrechen sorgfältig geplant hat. Das Ausmaß der Planung und Manipulation durch Daynes ist schockierend, und wenn man das junge Alter von Täter und Opfer bedenkt, ist dies einer der grausamsten, gewalttätigsten und ungewöhnlichsten Fälle, mit denen wir je zu tun hatten!“
Unmittelbar nach Haftantritt eröffnete Lewis im Gefängnis einen Blog. Obwohl er vor Gericht ein umfassendes Geständnis abgelegt hatte, begann er nun die Medien zu kritisieren, die ihn völlig falsch dargestellt hätten. Er wollte den Fall nun aus seiner Sicht erzählen. Auch beleidigte er mehrmals Brecks Mutter Lorin. Diese zeigte ihn daraufhin wegen Beleidigung an, die Anklage wurde jedoch fallen gelassen. Als sie Google LLC bat, den Blog zu löschen, lehnte das Unternehmen dies ab. Lorin müsse, um dies zu erreichen, persönlich mit Lewis reden. Bis heute ist nicht geklärt worden, wie Lewis im Gefängnis überhaupt einen Blog erstellen konnte, da er weder Handy noch Laptop in seiner Zelle besitzen durfte.
Die Familie Bednar sollte jedoch in der Zeit danach kaum Ruhe finden. Im Jahr 2019 wurde eine von Brecks Schwestern über Snapchat über einen Zeitraum von einigen Tagen bedroht. Ein Mann, der behauptete, ein Cousin von Lewis Daynes zu sein, meinte, er wisse, wo Breck begraben liege. Er könnte sehr schnell den Grabstein zerstören. 
Lorin gründete The Breck Foundation, eine Organisation, die es sich zum Ziel gesetzt hat, junge Menschen auf die Gefahren im Internet zu sensibilisieren. Sie hält heute zu diesem Thema Vorträge an verschiedenen britischen Schulen. In einem Interview in der BBC meinte sie: „Ich möchte, dass die Tragödie von Breck allen die Augen öffnet, um die Gefahren von Online-Straftätern zu erkennen. Das ist heute eine sehr reale Gefahr. Wir müssen alle aufeinander aufpassen.“
Hätte der Mord an Breck Bednar verhindert werden können? Dieser Meinung war Lorin Lafave, weshalb sie die Polizei von Surrey verklagte. Zwei Monate vor der Tat hatte sie im Dezember 2013 ihre Bedenken der Polizei mitgeteilt, die ihr daraufhin versprach, gegen Lewis Daynes zu ermitteln. Doch die Polizei hatte bereits nach nur einer Stunde den Fall wieder zu den Akten gelegt. Wenn die Polizisten Lewis überprüft hätten, dann wäre ihnen aufgefallen, dass Lewis im Alter von 16 Jahren bereits beschuldigt worden war, einen 15-jährigen Jungen sexuell belästigt und ihn sogar missbraucht zu haben. 2010 wurde auf dem Rechner des Jungen auch kinderpornografisches Material sichergestellt. Mit diesem Wissenstand hätte man Brecks Leben retten können. Lorin bekam vor Gericht Recht gesprochen und bekam eine Summe Schmerzensgeld ausbezahlt.

## Verfilmungen
- 2016 wurde das 60-minütge Dokudrama Murder Games: The Life and Death of Breck Bednar produziert, mit Laurie Kynaston in der Rolle von Breck Bednar und Sam Clemmett als Lewis Daynes.
- 2018 entstand im Rahmen der mehrteiligen Dokureihe Internet der Lügen die 45 Minuten lange Episode Der Mentor. Die Episode wurde auch in deutscher Sprache auf dem Fernsehsender TLC ausgestrahlt. Darin verkörperte Thomas Nyhuus Breck Bednar, Vicki Schnurr dessen Mutter Lorin und Aidan Seignuer Lewis Daynes.